# 佩奇牧首修道院

佩奇牧首修道院

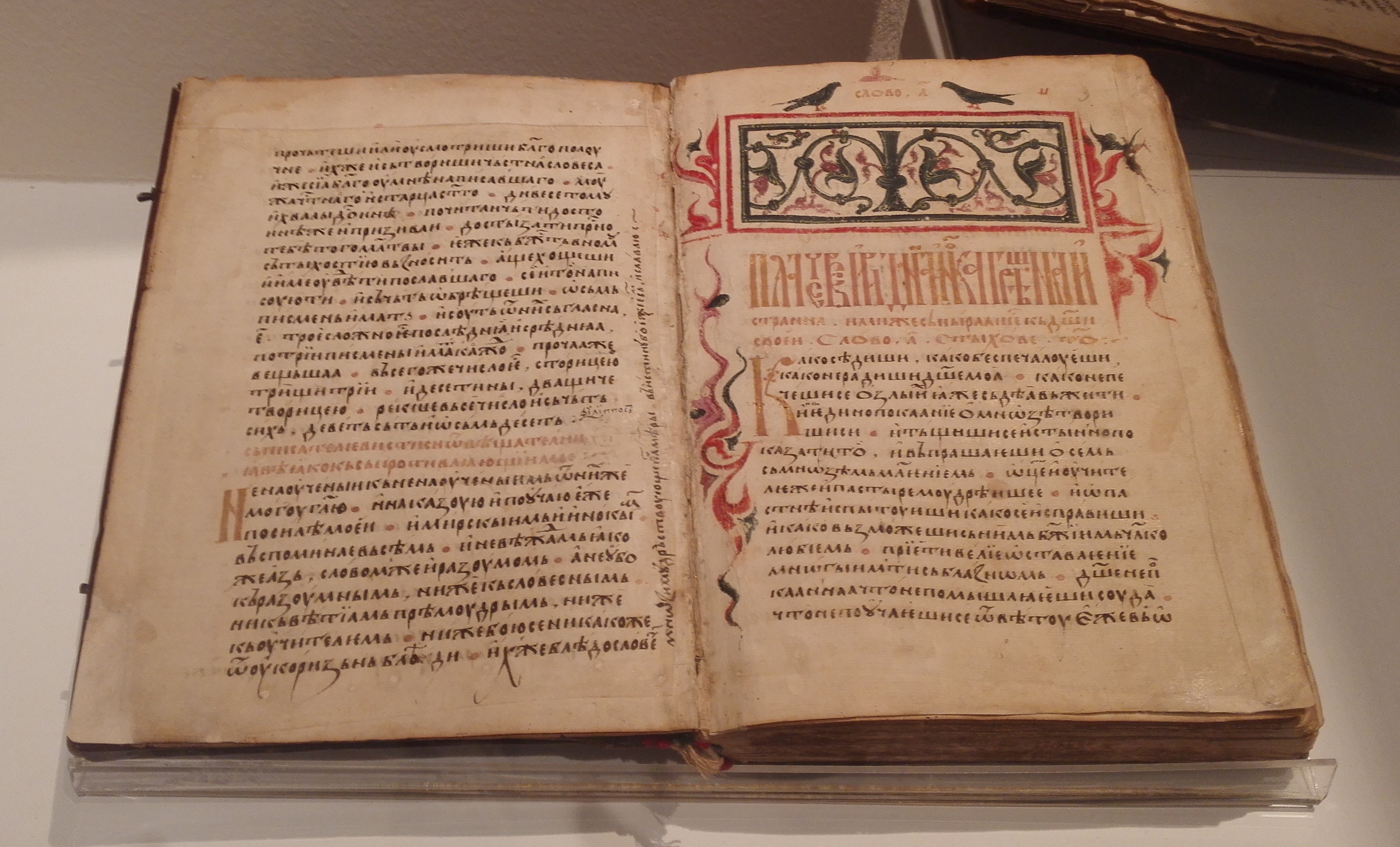
十四世纪佩奇修道院的手稿

佩奇牧首修道院是一座中世纪塞尔维亚正教会修道院。该修道院坐落于科索沃佩奇附近。修道院于13世纪建立，曾是塞尔维亚宗主教的居住地。14世纪，修道院经历了扩建，1346年，当塞尔维亚佩奇牧首区建立时，该修道院成为了塞尔维亚牧首的驻地。佩奇修道院由数座教堂组成，在中世纪和近现代早期，它也被当做塞尔维亚牧首、總主教们的陵寝。自2006年起，该修道院成为了科索沃中世纪古迹群的一部分。该古迹群是由佩奇修道院与其他三处塞尔维亚正教会古迹组成的联合世界遗产。
在教会辖区上，佩奇修道院属于普里兹伦和拉什卡教区。但它是由同时兼任佩奇總主教的塞尔维亚牧首直辖的。在塞尔维亚中世纪建筑中，佩奇修道院是特别的。有三座教堂连成一座，共计有四座教堂。